# Мятеж Муравьёва (1918)

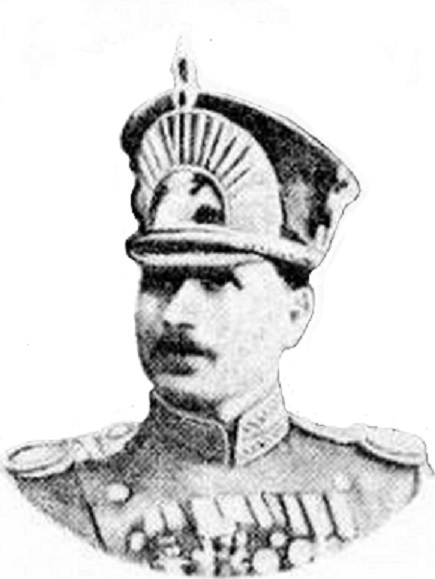
Муравьёв, Михаил Артемьевич.

Мятеж Муравьёва — эпизод гражданской войны в России, в ходе которого 10 июля 1918 года восстали против власти большевиков части Восточного фронта РККА под руководством бывшего (незадолго до мятежа) левого эсера и союзника большевиков М. А. Муравьёва. Мятеж совпал с выступлением левых эсеров в Москве в июле 1918 года, в связи с чем советские историки прямо связывали оба события, в то время как согласно другим действия Муравьёва были самостоятельными по причинам недавних успехов и провалов военной кампании на Украине и растущего в связи с этим недоверия большевиков и Ленина. Достоверных источников, подтверждающих какую-либо из версий, не найдено. Восстание было поднято под предлогом очередной войны с Германией и отказом от «позорного» Брестского мира; его предводитель Муравьёв был убит спустя сутки после его начала отрядом латышских стрелков и сотрудников ЧК, после чего сам мятеж фактически был пресечён. Ввиду неоднозначности боевых приказов командования выступление повлекло существенный ущерб для войск РККА и поставило их под удар Народной армии Комуча правых эсеров, что в течение месяца привело к потере Симбирска, Казани и ряда других важных позиций РККА.

## Предыстория
В декабре 1917 года власть в России захватила правительственная коалиция большевиков и левых эсеров. В составе Петроградского ВРК левые эсеры приняли деятельное участие в организации Октябрьской революции, поддерживали большевиков на тяжёлом для них II Съезде Советов крестьянских депутатов, выступали за разгон Учредительного собрания. Присутствие левых эсеров было заметным в Красной армии и ВЧК; чекисты-левые эсеры приняли участие в уничтожении организации московских анархистов в апреле 1918 года (см. Чёрная гвардия).
К июлю 1918 года отношения между союзниками окончательно испортились. Левые эсеры резко выступали против Брестского мира. Как крестьянская партия они не приняли введение продразвёрстки, особо их раздражало вытеснение проэсеровских сельских советов пробольшевистскими комбедами. 6 июля левоэсеровские террористы Блюмкин и Андреев убили германского посла графа Мирбаха; в Москве началось левоэсеровское восстание.
Вскоре после него взбунтовался главком Восточного фронта Красной Армии, бывший левый эсер М. А. Муравьёв

## Ход событий
13 июня 1918 г. Михаил Артёмович Муравьёв был назначен командующим Восточным фронтом РККА. Германский посол граф Мирбах, желая мотивировать Муравьёва на борьбу с чехословацким корпусом, вручил ему взятку. Однако это обстоятельство ничуть не помешало новому главкому через месяц взбунтоваться против большевиков. Кроме того, 1 июля посредник между германской миссией и командованием Восточного фронта был неожиданно арестован ВЧК.
Во время левоэсеровского восстания Ленин начал сомневаться в лояльности Муравьёва, приказав Реввоенсовету фронта тайно следить за его действиями: «запротоколируйте заявление Муравьева о выходе из партии левых эсеров. Продолжайте внимательный контроль». Кроме того, Ленин запросил члена Реввоенсовета фронта Мехоношина К. А. о реакции главкома на известия из Москвы, на что Мехоношин ответил, что в ночь с 6 на 7 июля главком не спал, находился в штабе фронта и был в курсе всех событий, но «заверил [реввоенсовет фронта] в полной преданности Советской власти».

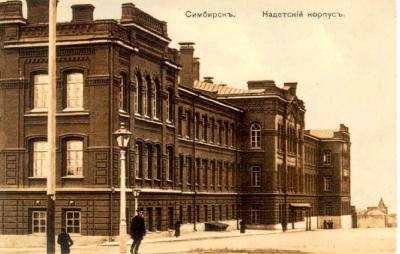
Бывшее здание Симбирского кадетского корпуса, в котором произошли события.

### Восстание

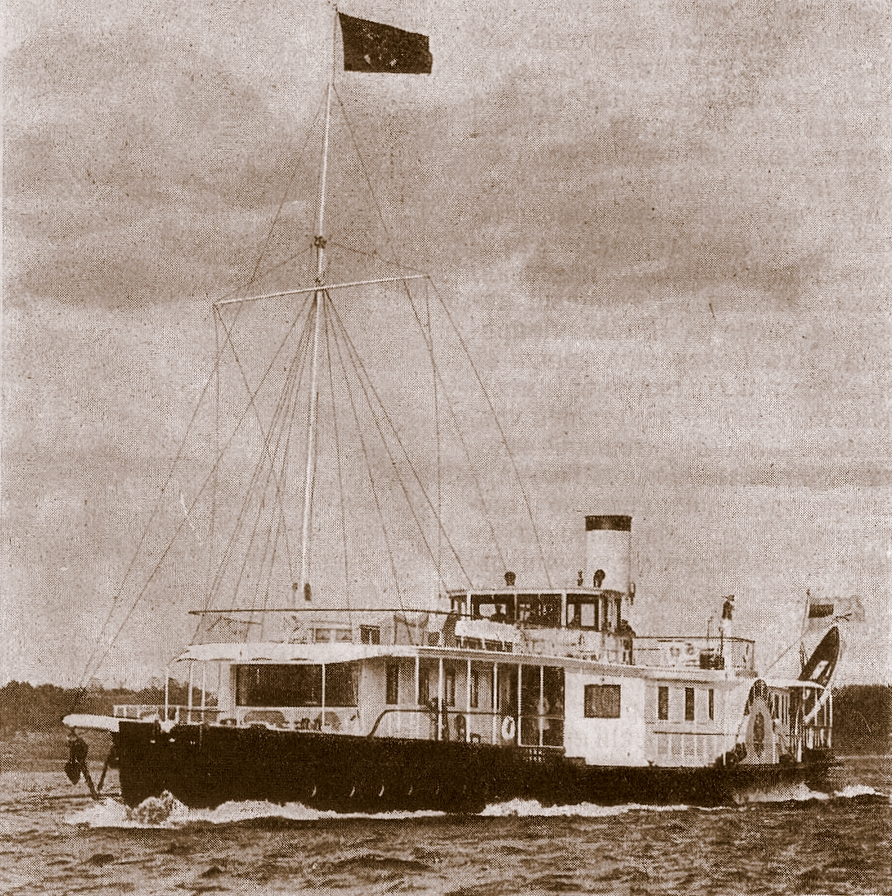
Исторический пароход «Межень», на котором прибыл в Симбирск М. А. Муравьёв.

10 июля 1918 года Муравьёв поднял мятеж. До сих пор достоверно неизвестно, пошёл ли он на это по собственной инициативе, или получив соответствующий приказ ЦК партии левых эсеров. Хотя советские историки прямо увязывает мятеж Муравьёва с левоэсеровским восстанием в Москве, исследователь А. В. Савченко считает, что Муравьёв поднял мятеж самостоятельно, получив известия из Москвы и опасаясь ареста из-за подозрений в нелояльности. Сам же Муравьёв во время событий заявлял, что он предположительно «действует самостоятельно, но ЦК [ПЛСР] обо всём знает». Историк Юрий Фельштинский подчёркивает, что достоверность этого заявления Муравьёва остаётся сомнительной, и ЦК «не мог знать» о действиях Муравьёва.
В ночь с 9 на 10 июля Муравьёв, бросив штаб фронта в Казани, без ведома реввоенсовета фронта погрузил два лояльных себе полка на пароходы и отбыл из города. Перед мятежом он успел приказом по фронту перебросить из Симбирска в Бугульму местную коммунистическую дружину.
11 июля 1918 года М. А. Муравьёв с отрядом в тысячу человек прибыл на пароходе «Межень» из штаба фронта, размещавшегося в Казани, в Симбирск, занял стратегические пункты города и арестовал руководящих советских работников (в том числе командующего 1-й армией Михаила Тухачевского, также зампреда губисполкома К. С. Шеленкевича, политкомиссара штаба Симбирской группы войск А. Л. Лаврова и других большевиков).
Выступил против заключения Брестского мира с Германией, объявил себя «главкомом армии, действовавшей против Германии», телеграфировал в СНК РСФСР, германскому посольству в Москве и командованию Чехословацкого корпуса об объявлении войны Германии. Войскам фронта и Чехословацкому корпусу (с которым он до мятежа и должен был воевать) предписывалось двигаться к Волге и далее на запад для отпора германским войскам, якобы начавшим в это время наступление.
Выступил с инициативой создания так называемой Поволжской Советской республики во главе с левыми эсерами Спиридоновой, Камковым и Карелиным. Планировал привлечь на свою сторону чехословаков и офицеров. На сторону Муравьёва перешли левые эсеры: командующий Симбирской группой войск и Симбирским укрепрайоном Клим Иванов, и начальник Казанского укрепрайона Трофимовский.
Ленин и Троцкий в совместном правительственном обращении заявили: «Бывший главнокомандующий на чехо-словацком фронте, левый эсер Муравьев, объявляется изменником и врагом народа. Всякий честный гражданин обязан его застрелить на месте». Однако это обращение было опубликовано только 12 июля, когда Муравьёв уже был мёртв.

### Убийство Муравьёва

Мемориальная доска на здании УТУ о Муравьёвском мятеже.

11 июля 1918 года Муравьёв пришёл на заседание исполкома губернского Совета вместе с представителями левоэсеровской фракции и предложил передать ему власть. На тот момент местные левые эсеры ещё не были удалены от власти, и занимали посты военного, земельного и продовольственного губернских комиссаров.
К этому времени председателю губернского парткома Варейкису И. М. удалось тайно разместить вокруг здания латышских стрелков, бронеотряд и особый отряд ЧК. Сам Муравьёв также безуспешно попытался заблокировать здание шестью броневиками.
Во время заседания из засады вышли красногвардейцы и чекисты, и объявили об аресте. Муравьёв оказал вооружённое сопротивление, и был убит (по другим источникам — застрелился).
М. Д. Бонч-Бруевич в своих мемуарах даёт следующее описание обстоятельств этого ареста:

В зал, расположенный рядом с комнатой, где по требованию Муравьева должно было состояться совместное с ним заседание губисполкома, ввели несколько десятков красноармейцев — латышей из Московского отряда. Против двери поставили пулемет. И пулемет и пулеметчики были тщательно замаскированы. Счастливо, избежавший ареста председатель губкома Варейкис приказал пулеметчикам:
— Если Муравьев окажет сопротивление при аресте и будет заметен перевес на стороне главкома и его сообщниках, то стрелять прямо в комнату и косить направо и налево, не разбирая, кто там, — свои или чужие.
Сам он должен был также находиться среди этих обреченных «своих».

К одиннадцати часам вечера все приготовления закончились. Дала положительные результаты и проведенная коммунистами разъяснительная работа; команда броневого дивизиона, на которую Муравьев особенно рассчитывал, постановила ему не подчиняться.
Сам же Варейкис так описал попытку ареста Муравьёва:

Я объявляю перерыв. Муравьев встал. Молчание. Все взоры направлены на Муравьева. Я смотрю на него в упор. Чувствовалось, что он прочитал что-то неладное в моих глазах или ему совестно своей трусости, что заставило его сказать:
— Я пойду успокою отряды.
Медведев наблюдал в стекла двери и ждал сигнала. Муравьев шел к выходной двери. Ему осталось сделать шаг, чтобы взяться за ручку двери. Я махнул рукой. Медведев скрылся. Через несколько секунд дверь перед Муравьевым растворилась, из зала блестят штыки.
— Вы арестованы.

— Как? Провокация! — крикнул Муравьев и схватился за маузер, который висел на поясе. Медведев схватил его за руку. Муравьев выхватил браунинг и начал стрелять. Увидев вооруженное сопротивление, отряд тоже начал стрелять. После шести — семи выстрелов с той и другой стороны в дверь исполкома Муравьев свалился убитым.
12 июля официальная газета ВЦИК «Известия» поместила правительственное сообщение «Об измене Муравьёва», в котором утверждалось, что «видя полное крушение своего плана, Муравьев покончил с собой выстрелом в висок».
После гибели Муравьёва среди комиссаров и красноармейцев широко распространились подозрения против вообще всех бывших царских офицеров. Кроме того, последствия мятежа оказались крайне тяжёлыми для фронта.

## Последствия восстания
Как подчёркивает исследователь Б. В. Соколов, войска Восточного фронта были деморализованы и сбиты с толку сначала телеграммами главкома Муравьёва о мире с чехословаками и войне с Германией, а затем — об измене Муравьёва, и о продолжении войны с чехословаками. Подполковник белого движения на востоке В. О. Каппель принял решение воспользоваться моментом, и нанести удар. Красная армия вскоре оставила Бугульму, Мелекесс и Симбирск, а в начале августа и Казань, где в руки чехословаков и Народной армии Комуча попала часть российского золотого запаса. В связи со сложившимся тяжёлым положением на фронте на станцию Свияжск вскоре после падения Казани лично прибыл наркомвоенмор Л. Д. Троцкий (см. Троцкий в Свияжске в 1918 году).

## Факты
В подавлении мятежа принимали участие будущий советский военачальник, генерал-майор Андреев Владимир Семёнович.
Космовский Иван Сергеевич — советский партийный деятель, участник Гражданской войны.

## Киновоплощение
В 1977 году объединённая бригада «Мосфильма» и Литовской киностудии в Костроме снимала фильм «Пыль под солнцем».